# 施工许可
施工许可是指按照有关规定，向相关部门取得的可以进行建筑工程施工的许可。

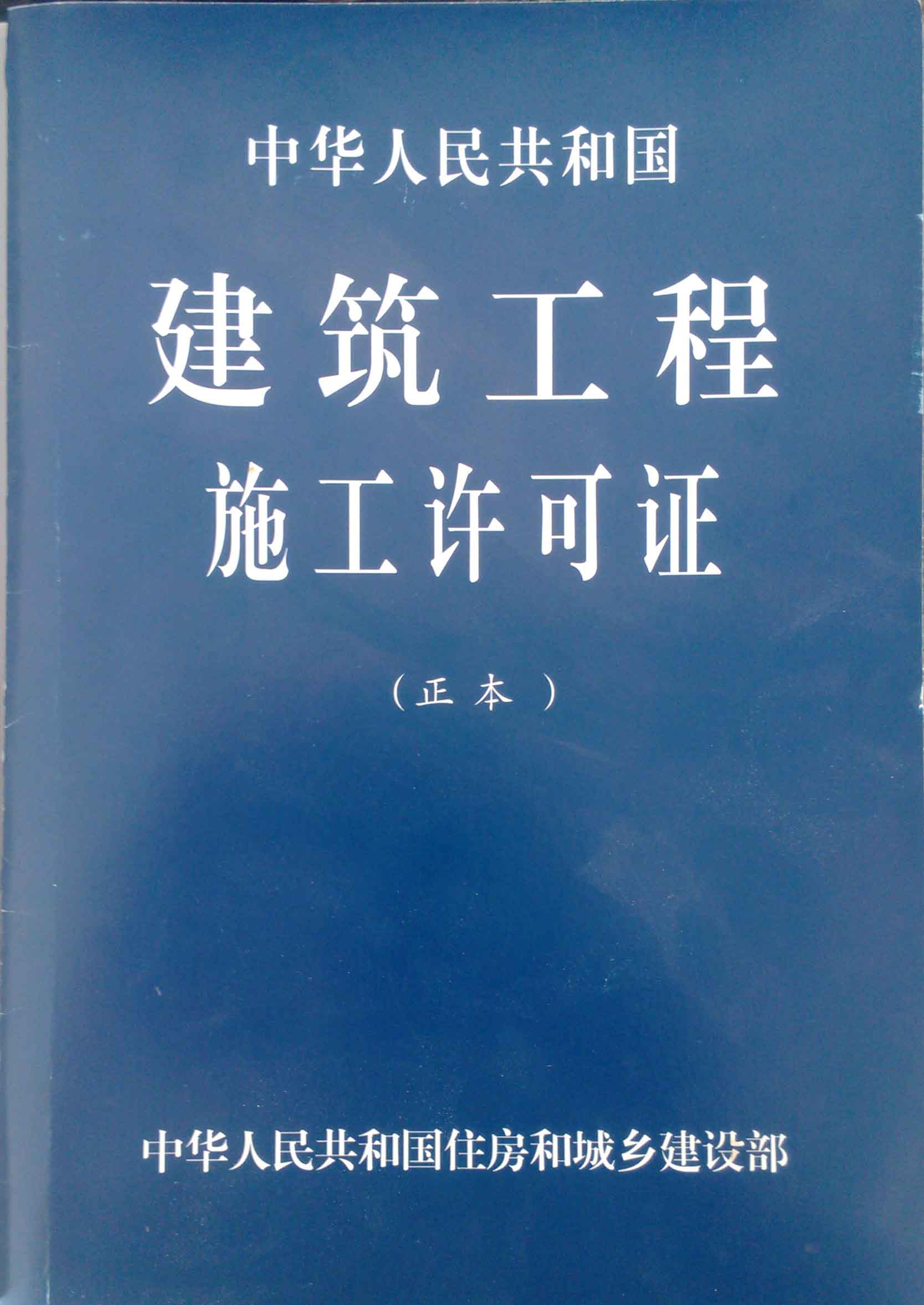
中国大陆一份建筑工程施工许可证的封面。

《中华人民共和国建筑法》第七条规定在中华人民共和国境内，“建筑工程开工前，建设单位应当按照国家有关规定向工程所在地县级以上人民政府建设行政主管部门申请领取施工许可证”。此规定确立了中国大陆地区工程建设的施工许可制度。这些建筑工程包括各类房屋建筑及其附属设施的建造、装修装饰和与其配套的线路、管道、设备的安装，以及城镇市政基础设施工程的施工。同时《建筑工程施工许可管理办法》也规定了，工程投资额在30万元人民币以下或者建筑面积在300平方米以下的建筑工程，可以不申请办理施工许可证。